# Kínai gorál
A kínai gorál (Naemorhedus griseus) az emlősök (Mammalia) osztályának párosujjú patások (Artiodactyla) rendjébe, ezen belül a tülkösszarvúak (Bovidae) családjába és a kecskeformák (Caprinae) alcsaládjába tartozó faj.

## Előfordulása
A kínai gorál előfordulási területe Mianmar, Kína, India, Thaiföld és Vietnám hegységein van. Talán Laosz területén is megtalálható.

## Alfajai
- Naemorhedus griseus evansi Lydekker, 1902
- Naemorhedus griseus griseus A. Milne-Edwards, 1871

## Megjelenése
Az állat testhossza 82-130 centiméter és marmagassága 50-78 cm. Tömzsi testfelépítésű, rövid lábbal és széles patával. A szarva rövid és kúpszerű, míg fülei hosszúak és hegyesek. Négy csecsbimbója van. Két rétegű szőrzete, egy dús rövidből és egy hosszú szálú, durva tapintásúból tevődik össze. A szőrzet színe egyedtől függően nagyon változó; a világosszürkétől a sötétbarnáig, valamint a vörösesbarnáig; a torokrész és az alsó testrészek világosabb árnyalatúak; míg a gerinc mentén sötét sáv fut végig.

## Életmódja
Főleg a meredek sziklák lakója, de néha lejjebb merészkedik az erdőkbe. Általában kis, körülbelül 12 fős csordákban tartózkodik; viszont a felnőtt bakok magányosak. Félős állat, amely a leopárdtól és szürke farkastól tartva, az elérhetetlen szirteken él. Télen azonban kénytelen lejjebb húzódni. Elsősorban bokorevő, de ha muszáj perjefélékkel, csonthéjas gyümölcsökkel és makkokkal is beéri.

## Szaporodása
A szaporodási időszaka késő tavasszal van. Körülbelül 215 napos vemhesség után 1-2 gida jön világra. Az elválasztás ősszel következik be, azonban a fiatal állat anyja mellett marad a következő tavaszig.

## Képek

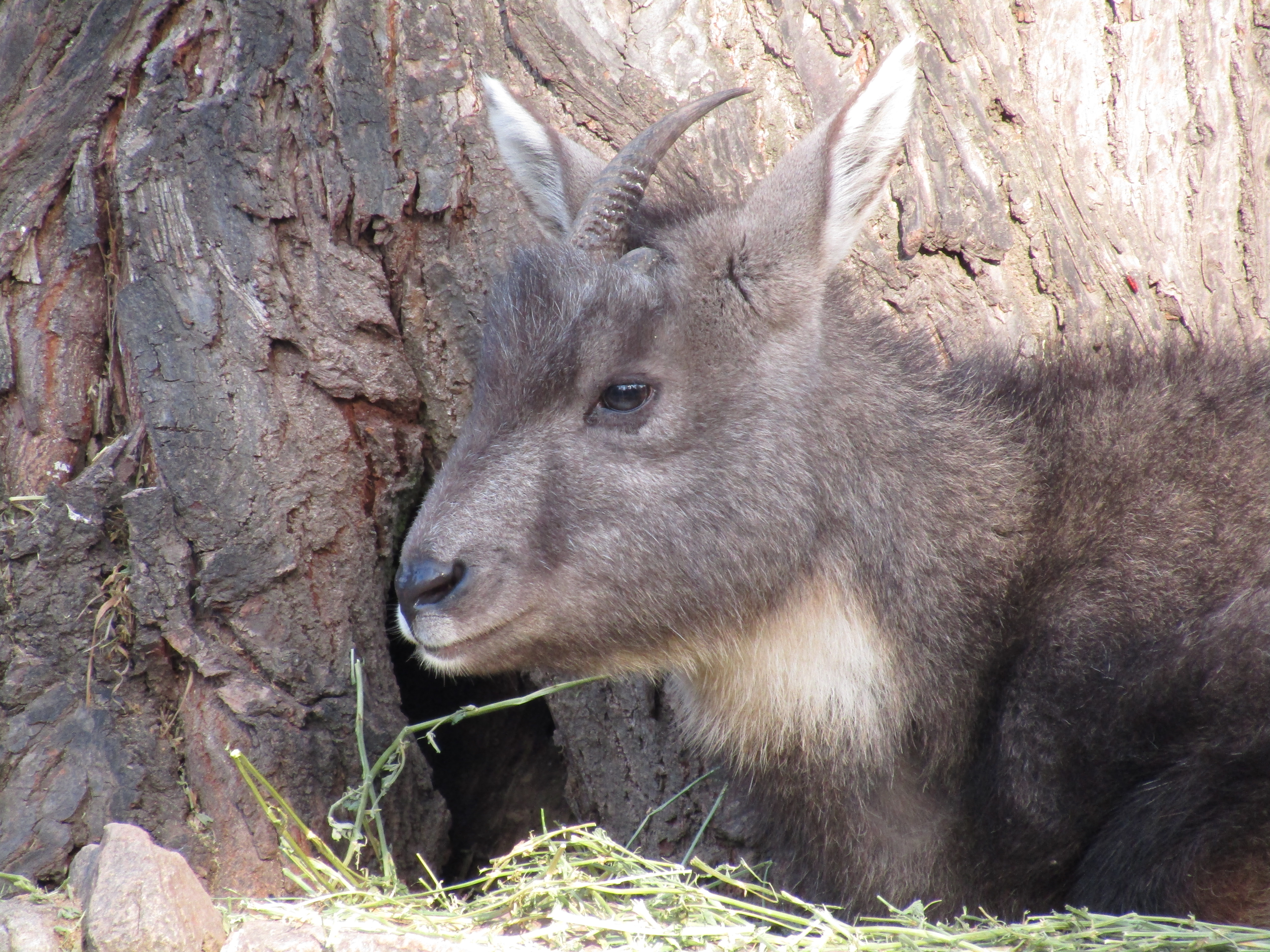
Portré
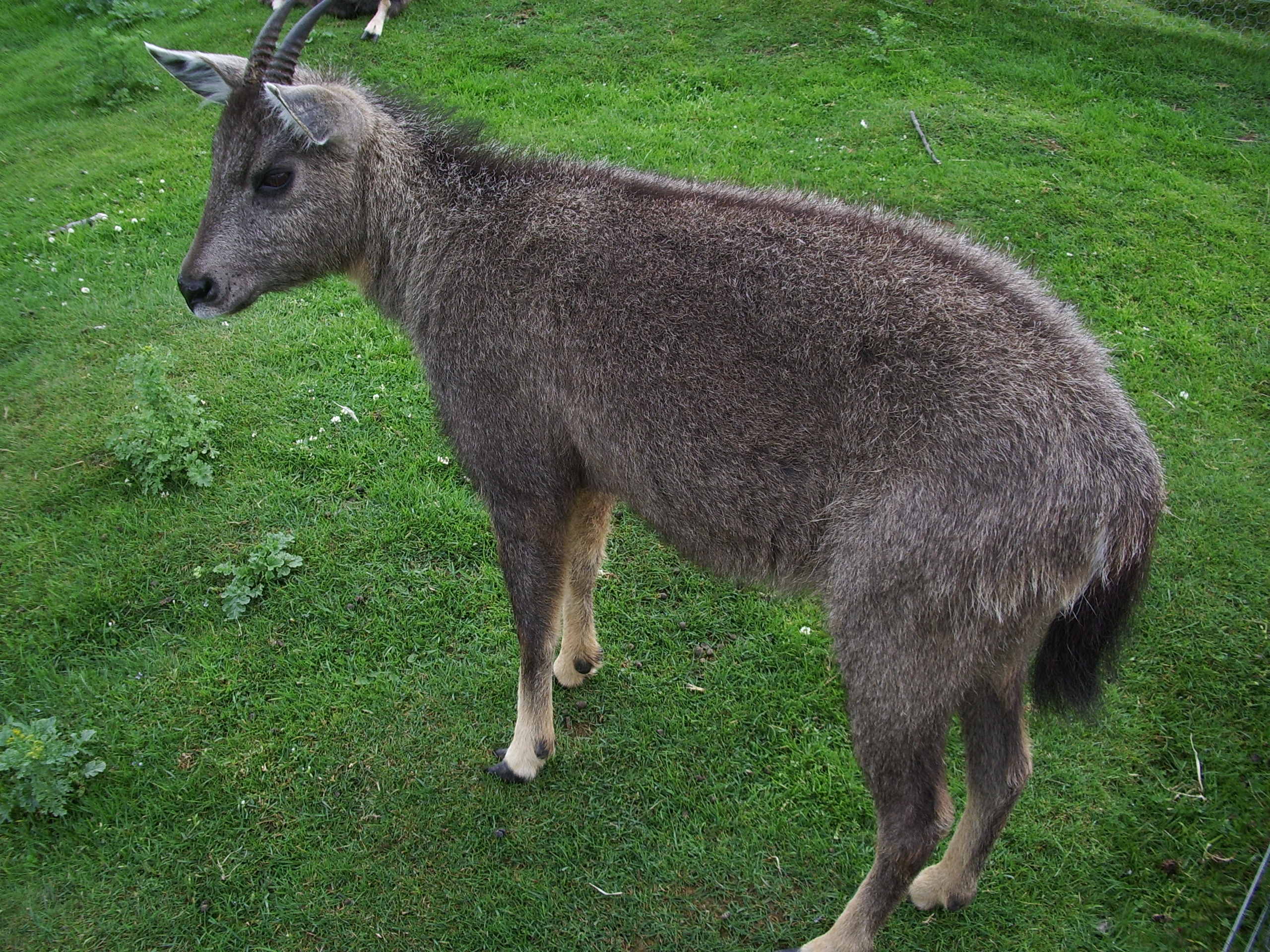
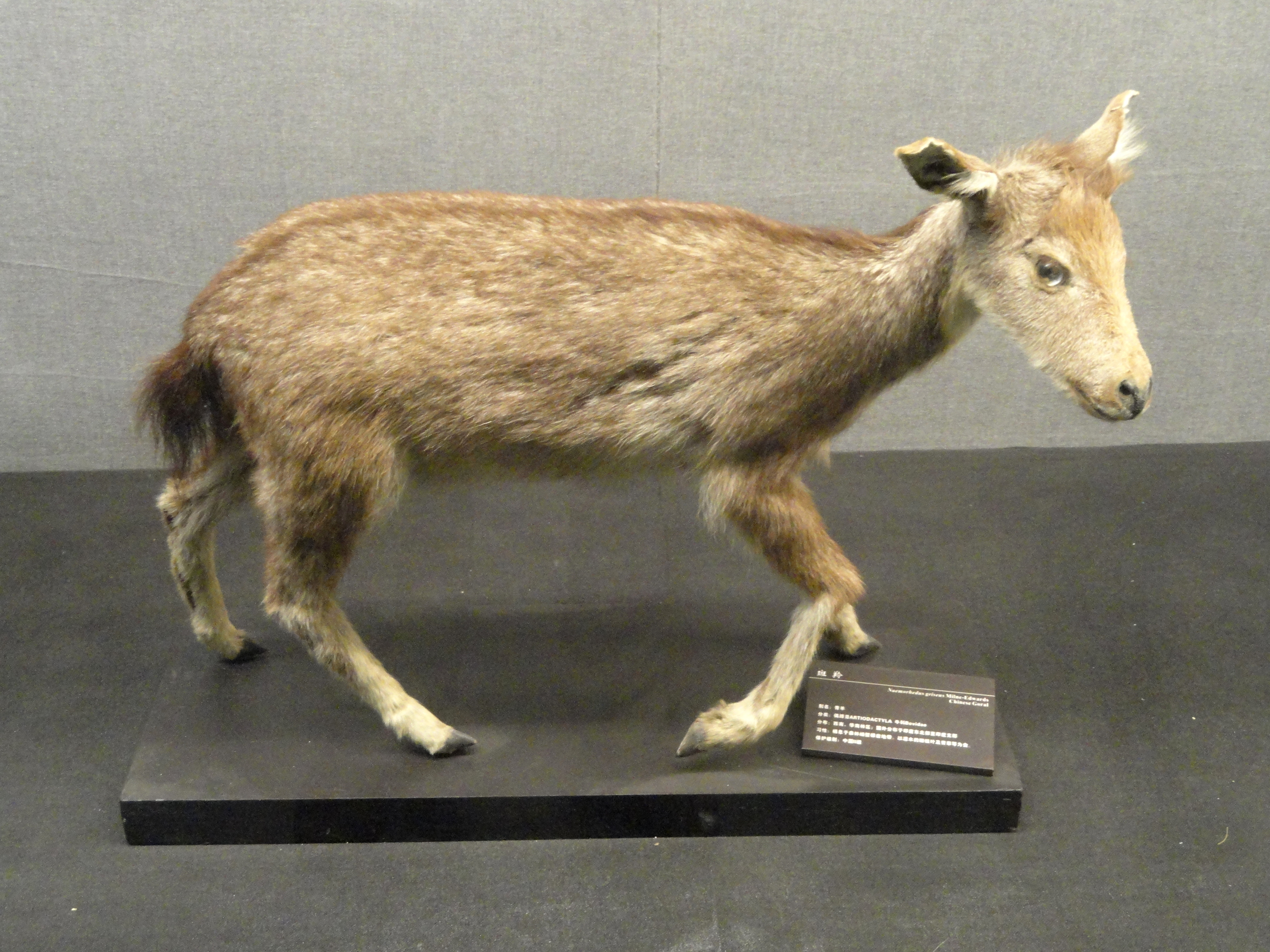
Kitömve

### Fordítás
- Ez a szócikk részben vagy egészben  a   Chinese goral című angol Wikipédia-szócikk ezen változatának fordításán alapul.  Az eredeti cikk szerkesztőit annak laptörténete sorolja fel. Ez a jelzés csupán a megfogalmazás eredetét és a szerzői jogokat jelzi, nem szolgál a cikkben szereplő információk forrásmegjelöléseként.